# Fonologia della lingua russa
La lingua russa possiede cinque vocali, che sono scritte con lettere differenti a seconda del fatto che palatalizzino o no la consonante a loro precedente. Le consonanti sono considerate tipicamente in coppia, chiamate consonanti dure (non palatalizzate) o deboli (palatalizzate).
La lingua standard, basata sul dialetto moscovita, possiede un forte accento, che può svolgere una funzione di differenziazione lessicale, e una moderata modulazione di tono (che non ha funzioni lessicali). Alcune vocali atone tendono ad essere ridotte ad una vocale di timbro indistinto (scevà) e i gruppi consonantici tendono ad essere semplificati. I dialetti parlati mostrano un gran numero di variazioni.

## Vocali
Il russo standard moderno ha cinque vocali:
| а — я | /a/ — /ja/ o /ʲa/ |
| э — е | /ɛ/ — /je/ o /ʲe/ |
| ы — и | /ɨ/ — /i/ o /ʲi/  |
| o — ё | /o/ — /jo/ o /ʲo/ |
| у — ю | /u/ — /ju/ o /ʲu/ |

La seconda lettera in ogni coppia (eccetto /i/ — /ʲi/) indica il suono prodotto dalla iotizzazione (all'inizio della parole) o dalla palatalizzazione (quando preceduta da una consonante) della vocale stessa.
La pronuncia delle vocali russe dipende per la maggior parte dal dialetto. Nel russo standard la pronuncia viene modificata come segue.

### Vocali toniche
1. La pronuncia tonica di а e я è [ɑ]. La я indica la palatalizzazione della consonante precedente (o iotizzazione all'inizio della parola). In entrambi i casi [ɑ] può, a seconda delle parlate, cambiare nella vocale più anteriore [æ] tra due consonanti palatalizzate: per esempio мать è realizzato come [mɑtʲ], mentre пять può essere realizzato come [pʲɑːtʲ] o come [pʲætʲ].
2. La pronuncia tonica di э è [ɛ], quella di е è [e]. La е indica la palatalizzazione della consonante precedente (o iotizzazione all'inizio della parola). Si noti che la э è usata generalmente solo all'inizio di parola. La э [ɛ] cambia in [e] prima di una consonante palatalizzata: per esempio столе ed это vengono realizzati come [stʌ.ˈlʲe] e [ˈɛː.tʌ], mentre эти come [ˈeː.tʲɪ].
3. Le vocali ы ([ɨ]) e и ([i]) sono distinte: mentre per [ɨ] la lingua è in posizione centrale e alta, per [i] la lingua è in posizione centrale e anteriore. I due suoni vengono realizzati come [ɪ] in sillaba atona o quando и si trova dopo le consonanti ж, ш, ц, ч (in sillaba atona anche dopo la consonante щ). La и indica la palatalizzazione della consonante precedente (o iotizzazione all'inizio della parola), a meno che la consonante non sia ж, ц, ч, ш, щ, che non sono né dure né dolci.
4. La pronuncia tonica di о e ё è [o]. La ё (spesso scritta come е) indica la palatalizzazione della consonante precedente (o iotizzazione all'inizio della parola) ed è sempre tonica. In entrambi i casi о ed ё possono, a seconda delle parlate, cambiare in [ø] tra due consonanti palatalizzate: per esempio тётя può essere realizzato come [ˈtʲoː.tʲʌ] o come [ˈtʲøː.tʲʌ].
5. La pronuncia di у è [u]; ю differisce solo perché indica la palatalizzazione della consonante precedente (o iotizzazione all'inizio della parola). In entrambi i casi la vocale può, a seconda delle parlate, cambiare in [y] tra due consonanti palatalizzate: per esempio люди può essere realizzata come [ˈlʲuː.dʲɪ] o come [ˈlʲyː.dʲɪ].

### Vocali atone
La pronuncia standard prevede che solo le vocali toniche vengano pronunciate chiaramente. In posizione atona le vocali vengono ridotte in vari modi, a seconda della posizione della vocale in relazione alla sillaba tonica. L'ortografia standard non riflette la riduzione delle vocali.
1. Riduzione di а ed о.
  - Nella sillaba immediatamente precedente a quella tonica entrambe si riducono a [ʌ] (потом [pʌ.ˈtom]; паром [pʌ.ˈɾom]). La riduzione delle vocali si applica anche alle preposizioni atone (под морем [pʌd.‿ˈmoːɾʲɪm]). Le combinazioni аа, ао, оа ed оо vengono tutte pronunciate [ʌː], come in сообразить [sʌ.ʌ.bɾʌ.ˈzʲitʲ].
  - Nella sillaba non immediatamente precedente a quella tonica entrambe possono, a seconda delle parlate, ridursi a [ʌ] o [ə] o addirittura annullarsi. Per esempio молодой può essere realizzato come [mʌ.ɫʌ.ˈdoj], [mə.ɫʌ.ˈdoj] o addirittura [m.ɫʌ.ˈdoj].
  - In posizione pre-tonica la а si riduce a [ɪ] dopo ж, ц, ч, ш e щ (жалеть [ʒɪ.ˈlʲetʲ], двадцати, [dvət.tsɪ.ˈtʲi], часы [tʆɪ.ˈsɨ], лошадей [ɫə.ʃɪ.ˈdʲej], щадить [ʆɪ.ˈdʲitʲ]).
  - In posizione post-tonica о e a si riducono a [ʌ, ə] (рано [ˈɾɑː.nʌ, ˈɾɑː.nə]).
  - La о non viene sempre ridotta nei prestiti stranieri (радио [ˈrɑː.dʲɪo]).
2. Riduzione di е e я.
  - In posizione pre-tonica entrambe si riducono a [ɪ] (едим [jɪ.ˈdʲim]; язык [jɪ.ˈzɨk]). Esistono anche delle parole che nella scrittura si differenziano per la presenza di е ed я, le quali però essendo in posizione pre-tonica vengono pronunciate in maniera uguale, ad esempio разредить e разрядить, entrambe pronunciate [ɾʌz.ɾʲɪ.ˈdʲitʲ].
  - In posizione post-tonica: la е si riduce [ɪ], tranne in горе, море e поле, dove si riduce a [ə] ([ˈɡoː.ɾʲə], [ˈmoː.ɾʲə], [ˈpoː.lʲə]); la я si riduce [ə] (дыня [ˈdɨː.nʲə]), tranne prima di una consonante palatalizzata e in posizione post-tonica non finale, dove si riduce a [ɪ] (память [ˈpɑː.mʲɪtʲ]; выглянул [ˈvɨɡ.lʲɪnuɫ]).
3. Riduzione di и, ы e э. In posizione atona esse si riducono a [ɪ] (этап [ɪ.ˈtɑp]).
4. Riduzione di у e ю. In posizione atona esse non si riducono oppure si riducono, in maniera quasi impercettibile, a [ʊ, y, ʏ, ɪ] (другие [dɾu.ˈɡiː.jə, dɾʊ.ˈɡiː.jə, dɾy.ˈɡiː.jə, dɾʏ.ˈɡiː.jə]; капюшон [kʌ.pʲu.ˈʃon, kʌ.pʲy.ˈʃon, kʌ.pʲʏ.ˈʃon, kʌ.pʲɪ.ˈʃon]).

### Semivocali
Il russo possiede la semivocale й [j], equivalente all'italiana i di ieri (scritto infatti in passato jeri). La [j] non si trova mai tra due consonanti. Se segue una vocale, come in русский [ˈɾu.skʲɪj], viene visualizzata nella scrittura come й. Se la precede (iotizzazione), viene incorporata nella vocale successiva nella scrittura, con i segni adibiti a rappresentare le vocali iotizzate/palatalizzate, come spiegato in precedenza: ем [jem] "mangio". In alcune parole straniere, comunque, la й viene scritta prima della vocale ugualmente: йога [ˈjoː.ɡʌ] "yoga" (la parola non esistente *ёга verrebbe ad ogni modo pronunciata uguale). Se la [j] segue immediatamente una consonante e precede una vocale, viene separata dalla consonante scrivendo nella scrittura usando il segno duro o tvjordyj znak, ъ, o dal segno molle o mjagkij znak, ь: съездить [ˈsjezʲ.dʲɪtʲ], "andare con un mezzo di trasporto"; панъевропейский [pʌn.jɪ.vɾʌ.ˈpʲej.skʲɪj] "pan-europeo"; пью [pʲju] "bevo"; пьеса [ˈpʲjeː.sʌ] "spettacolo teatrale".

### Sistema vocalico
| Anteriori                       | Semi-anteriori                        | Centrali                              | Semi-posteriori                       | Posteriori                            |                                       |
| Chiuse                          | \| i • y ɨ u ɪ e • ø o ə ɛ ʌ æ ɑ a \| | \| i • y ɨ u ɪ e • ø o ə ɛ ʌ æ ɑ a \| | \| i • y ɨ u ɪ e • ø o ə ɛ ʌ æ ɑ a \| | \| i • y ɨ u ɪ e • ø o ə ɛ ʌ æ ɑ a \| | \| i • y ɨ u ɪ e • ø o ə ɛ ʌ æ ɑ a \| |
| Semi-chiuse                     | \| i • y ɨ u ɪ e • ø o ə ɛ ʌ æ ɑ a \| | \| i • y ɨ u ɪ e • ø o ə ɛ ʌ æ ɑ a \| | \| i • y ɨ u ɪ e • ø o ə ɛ ʌ æ ɑ a \| | \| i • y ɨ u ɪ e • ø o ə ɛ ʌ æ ɑ a \| | \| i • y ɨ u ɪ e • ø o ə ɛ ʌ æ ɑ a \| |
| Medio-chiuse                    | \| i • y ɨ u ɪ e • ø o ə ɛ ʌ æ ɑ a \| | \| i • y ɨ u ɪ e • ø o ə ɛ ʌ æ ɑ a \| | \| i • y ɨ u ɪ e • ø o ə ɛ ʌ æ ɑ a \| | \| i • y ɨ u ɪ e • ø o ə ɛ ʌ æ ɑ a \| | \| i • y ɨ u ɪ e • ø o ə ɛ ʌ æ ɑ a \| |
| Medie                           | \| i • y ɨ u ɪ e • ø o ə ɛ ʌ æ ɑ a \| | \| i • y ɨ u ɪ e • ø o ə ɛ ʌ æ ɑ a \| | \| i • y ɨ u ɪ e • ø o ə ɛ ʌ æ ɑ a \| | \| i • y ɨ u ɪ e • ø o ə ɛ ʌ æ ɑ a \| | \| i • y ɨ u ɪ e • ø o ə ɛ ʌ æ ɑ a \| |
| Medio-aperte                    | \| i • y ɨ u ɪ e • ø o ə ɛ ʌ æ ɑ a \| | \| i • y ɨ u ɪ e • ø o ə ɛ ʌ æ ɑ a \| | \| i • y ɨ u ɪ e • ø o ə ɛ ʌ æ ɑ a \| | \| i • y ɨ u ɪ e • ø o ə ɛ ʌ æ ɑ a \| | \| i • y ɨ u ɪ e • ø o ə ɛ ʌ æ ɑ a \| |
| Semi-aperte                     | \| i • y ɨ u ɪ e • ø o ə ɛ ʌ æ ɑ a \| | \| i • y ɨ u ɪ e • ø o ə ɛ ʌ æ ɑ a \| | \| i • y ɨ u ɪ e • ø o ə ɛ ʌ æ ɑ a \| | \| i • y ɨ u ɪ e • ø o ə ɛ ʌ æ ɑ a \| | \| i • y ɨ u ɪ e • ø o ə ɛ ʌ æ ɑ a \| |
| Aperte                          | \| i • y ɨ u ɪ e • ø o ə ɛ ʌ æ ɑ a \| | \| i • y ɨ u ɪ e • ø o ə ɛ ʌ æ ɑ a \| | \| i • y ɨ u ɪ e • ø o ə ɛ ʌ æ ɑ a \| | \| i • y ɨ u ɪ e • ø o ə ɛ ʌ æ ɑ a \| | \| i • y ɨ u ɪ e • ø o ə ɛ ʌ æ ɑ a \| |
| i • y ɨ u ɪ e • ø o ə ɛ ʌ æ ɑ a |                                       |                                       |                                       |                                       |                                       |

## Consonanti
Distinzione fonematica
|               | Bilabiali | Labiodentali | Dentali   | Alveolari   | Postalveolari | Palatali | Velari    |
| Nasali        | m mʲ      |              | n nʲ      |             |               |          |           |
| Occlusive     | p b pʲ bʲ |              | t d tʲ dʲ |             |               |          | k ɡ kʲ ɡʲ |
| Affricate     |           |              |           | ʦ           | tʆ            |          |           |
| Fricative     |           | f v fʲ vʲ    |           | s z sʲ zʲ   | ʃ, ʂ ʒ, ʐ ʆ   |          | x xʲ      |
| Vibranti      |           |              |           | ɾ, r ɾʲ, rʲ |               |          |           |
| Approssimanti |           |              | l lʲ      |             |               | j        |           |

Dettaglio fonetico
|               | Bilabiali | Bilabiali | Labiodentali | Labiodentali | Dentali & Alveolari | Dentali & Alveolari | Post- alveolari | Post- alveolari | Palatali | Velari | Velari |
| Nasali        | m mʲ      | m mʲ      |              |              | n̺ n̻ʲ                | n̺ n̻ʲ                |                 |                 |          |        |        |
| Occlusive     | p pʲ      | b bʲ      |              |              | t̺ t̻ˢʲ               | d̺ d̻zʲ               |                 |                 |          | k kʲ   | ɡ gʲ   |
| Affricate     |           |           |              |              | ʦ̺                   |                     | tʆ              |                 |          |        |        |
| Fricative     |           |           | f fʲ         | v vʲ         | s̺ s̺ʲ                | z̺ z̺ʲ                | ʃ, ʂ ʆː         | ʒ, ʐ ʓː         |          | x xʲ   |        |
| Vibranti      |           |           |              |              |                     |                     | ɾ, r̠ ɾʲ, r̪ʲ     | ɾ, r̠ ɾʲ, r̪ʲ     |          |        |        |
| Approssimanti |           |           |              |              | ɫ̺ l̻ʲ                | ɫ̺ l̻ʲ                |                 |                 | j        |        |        |

### Consonanti dure e deboli
Le consonanti russe sono di due tipi: dure (твёрдые) e deboli (мягкие). La pronuncia dura è quella impiegata anche in italiano (con l'eccezione della л, pronunciata [ɫ] invece che [l]). Nella pronuncia debole o palatalizzata la lingua è schiacciata contro il palato duro, come per pronunciare una [i] (trascritta foneticamente con [ʲ]) sovrapposta alla pronuncia della consonante da palatalizzare.

### Consonanti con distinzione tra dure e deboli
Le consonanti б [b], в [v], г [ɡ], д [d], з [z], к [k], л [ɫ], м [m], н [n], п [p], р [ɾ, r], с [s], т [t], ф [f], х [x] possono prendere una pronuncia sia dura sia debole. Queste consonanti sono palatalizzate se:
- sono seguite dal segno debole ь;
- sono seguite da я, ё, и o ю, che vengono pronunciate quindi come le loro controparti non iotizzate а, о, и e у (la и iniziale di parola non palatalizza la consonante precedente);
- sono seguite (quasi sempre) da е. Nelle parole prese in prestito da altre lingue spesso la е non palatalizza la consonante precedente sulle prime, ma lo fa dopo che quest'ultima viene pienamente accettata nel lessico russo. Per esempio il francese chauffeur diventò inizialmente шофер (la pronuncia del primo XX secolo era [ʃo.ˈfɛɾ]) e successivamente шофёр (la pronuncia moderna è [ʃʌ.ˈfʲoɾ]). Al contrario, la pronuncia di parole come отель [ʌ.ˈtɛlʲ] mantiene la consonante dura nonostante una lunga presenza nella lingua.

La х dura [x] è simile alla ‹ch› tedesca in ach. Il suo punto di articolazione è velare. La х debole [xʲ], la sua equivalente palatalizzata, non viene pronunciata [ç] come la ‹ch› debole tedesca in ich, che è invece una consonante palatale.

### Consonanti senza distinzione tra dure e deboli
Le consonanti ж [ʒ, ʐ], ц [ʦ], ч [tʆ], ш [ʃ, ʂ] e щ [ʆ] non vengono distinte in dure e deboli. 
Per motivi storici, nella scrittura dei nomi femminili e in alcune forme non flessive a fine parola le consonanti ж, ч, ш e щ (non la ц) sono seguite dal segno debole ь.
La ж può avere anche una pronuncia palatalizzata ([ʓ]), oggi tendenzialmente sostituita da quella non palatalizzata. La palatalizzazione, del tutto facoltativa, può essere realizzata nei gruppi consonantici ‹жж› (жжёшь [ʓoʃ]) e ‹зж› (езжу [ˈjeʓ.ʓu]) e nella parola жюри ([ʓu.ˈɾʲi]). In tutti gli altri casi la ж non ha pronuncia palatalizzata.

### Mutazioni fonetiche
Nella lingua parlata la pronuncia delle consonanti subisce mutazioni che non vengono riflesse nell'ortografia.
- Le consonanti sonore б, в, г, д, ж e з diventano sorde a fine parola ([p], [f], [k], [t], [ʃ], [s]): строганов [ˈstɾoː.ɡʌ.nʌf].
- Le consonanti sonore б, в, г, д, ж e з diventano sorde davanti a una consonante sorda: водка [ˈvot.kʌ].
- Le consonanti occlusive sorde (п, к, т) e la consonante с diventano sonore davanti ad una consonante sonora: футбол [fud.ˈboɫ].
- Le consonanti si assimilano al confine di morfema. Per esempio с [s] + ч [tʆ] > [ʆ]: счастье [ˈʆæsʲ.tʲjə].
- Alcuni gruppi consonantici si assimilano anche se non al confine di morfema. Per esempio з [z]  + ж [ʒ, ʐ] > [ʒʒ, ʐʐ, ʓʓ]: езжу [ˈjeʒ.ʒu, ˈjeʐ.ʐu, ˈjeʓ.ʓu].
- Nei gruppi di consonanti seguiti da una vocale palatalizzante tutte le consonanti (non solo quella finale) tendono a diventare palatalizzate. Questa tendenza, comunque, varia da dialetto a dialetto e anche da locutore a locutore.

La trasformazione storica di /ɡ/ in [v] al caso genitivo (e anche all'accusativo per le entità animate) singolare maschile e neutro di aggettivi e pronomi non viene riflesso nella moderna ortografia: его [jɪ.ˈvo], большого [bʌlʲ.ˈʃoː.vʌ], белого [ˈbʲeː.ɫʌ.vʌ], синего [ˈsʲi.nʲɪ.vʌ].

## Accento
Un forte accento, piuttosto che il tono o la lunghezza delle vocali, determina lessicalmente il russo. L'accento può cadere su ogni sillaba e può variare all'interno del paradigma flessionale: до́ма [ˈdoː.mʌ], della casa, genitivo singolare; дома́ [dʌ.ˈmɑ], le case, nominativo/accusativo plurale. Si notino le differenti riduzioni della о atona prima e dopo l'accento.

## Varianti dialettali
Il russo standard, di Mosca, ha come caratteristiche:
- una piccola modulazione di tono, anche se il tono non agisce nel lessico, cioè non identifica due parole come differenti al suo variare;
- un leggero evidenziamento della sillaba tonica ed il livellamento delle vocali atone ad [ʌ] (akan'e, аканье), [ə] o /ɪ/ (ikan'e, иканье), come descritto sopra; la iotizzazione e la palatalizzazione vengono preservate anche nelle sillabe atone, non venendo influenzate dalla riduzione vocalica; la vocale nella sillaba immediatamente precedente la sillaba tonica viene generalmente ridotta meno delle altre;
- un disturbo nella pronuncia delle consonanti sibilanti in alcune posizioni; in particolare, la pronuncia della ч /tʆ/ si avvicina a quella della ш [ʃ, ʂ] in alcune parole: ad esempio, что /tʆto/ ("che cosa") viene pronunciato [ʃto, ʂto] come se fosse scritto *што. La pronuncia [tʆto], tipica di San Pietroburgo, è antiquata e in declino, anche se non completamente disusata; questa trasformazione è frequente soprattutto se la sibilante si trova prima di /n/ (конечно [kʌ.ˈnʲeʃ.nʌ]; nel caso di конечно, la pronuncia con [ʃ, ʂ] attribuisce alla parola il significato di "certamente", mentre quella con [tʆ] le dà l'originario significato di "finalmente");
- una tendenza a palatalizzare le consonanti prima della е nei prestiti.

La pronuncia tipica di San Pietroburgo è tradizionalmente più monotonica e più fedele a come le parole appaiono nel testo e tende a conservare inalterata la pronuncia dei prestiti.
Le varie regioni mostrano un gran numero di variazioni, tuttavia, come accade in molte altre lingue, i mass media hanno considerevolmente livellato le differenze regionali.
 scandito lettera per lettera.